# Unedogemmula
Unedogemmula là một chi ốc biển, là động vật thân mềm chân bụng sống ở biển trong họ Turridae.

## Các loài
Các loài thuộc chi Unedogemmula bao gồm:
- Unedogemmula deshayesii (Doumet, 1840)[2]